# 1996 في الأرجنتين
فيما يلي قوائم الأحداث التي وقعت خلال عام 1996 في الأرجنتين.

## سياسة

### تعيين في المنصب
- 7 أغسطس – فرناندو دي لاروا رئيس حكومة مدينة بوينس آيرس المستقلة.

### انتهاء فترة المنصب
- 6 أغسطس – فرناندو دي لاروا عضو مجلس الشيوخ الأرجنتيني.

## رياضة
- 7 أبريل – جائزة الأرجنتين الكبرى 1996 الفائز دامون هيل.

## برامج ومسلسلات وأنمي
- بنات الميتم

## مواليد

### مارس
- 22 مارس – خوان بابلو فاوليت لاعب كرة سلة أرجنتيني.

### أبريل
- 6 أبريل – خوسيه ماوري لاعب كرة قدم إيطالي.
- 9 أبريل – جيوفاني لو سيلسو لاعب كرة قدم أرجنتيني.
- 16 أبريل – أنيا تايلور جوي ممثل أمريكي.

### سبتمبر
- 10 سبتمبر – ماتيو غارسيا لاعب كرة قدم أرجنتيني.

## وفيات

### مارس
- 31 مارس – لويس خورخي برييتو (مواليد 1926)

### يونيو
- 23 يونيو – لودوفيكو أفيو (مواليد 1932) لاعب كرة قدم أرجنتيني.
- 28 يونيو – خوليو بولبوتشان (مواليد 1920)

### سبتمبر
- 4 سبتمبر – خوليو موسيميسي (مواليد 1924) لاعب كرة قدم أرجنتيني.